# Natívitas kommun
Natívitas är en kommun i Mexiko.   Den ligger i delstaten Tlaxcala, i den sydöstra delen av landet, 90 km öster om huvudstaden Mexico City.
Följande samhällen finns i Natívitas:
- Santo Tomás la Concordia
- San José Atoyatenco
- Natívitas
- Jesús Tepactepec
- Guadalupe Victoria
- San Francisco Tenexyecac
- San Miguel Tlale
- Santa Clara Atoyac